# Gignat
 (novembre 2018).
Si vous disposez d'ouvrages ou d'articles de référence ou si vous connaissez des sites web de qualité traitant du thème abordé ici, merci de compléter l'article en donnant les références utiles à sa vérifiabilité et en les liant à la section « Notes et références ».
Gignat est une commune française située dans le département du Puy-de-Dôme, en région Auvergne-Rhône-Alpes.
Ses habitants se sont nommés les Gignacaires, le nom usuel est finalement devenu Gignatois.

## Géographie
Située à quelques kilomètres au sud d'Issoire, la commune de Gignat s'étire sur la rive gauche du Lembronnet, petit affluent de l'Allier. Elle occupe des terroirs de plaine et le versant occidental du plateau de la Chaux. Sa superficie est de 349 hectares et son altitude moyenne de 450 m, culminant à 552 m sur la Chaux.
Les terres fertiles de la plaine maintiennent l'exploitation agricole. Les terrains plus arides des pentes, jadis cultivés en vignes, sont aujourd'hui abandonnés à la friche.
L'extrémité sud de la Chaux présente un intérêt écologique en tant que zone naturelle protégée pour la richesse de sa flore.
| Antoingt   | Bergonne | Le Broc               |
| Mareugheol | Gignat   |                       |
| Chalus     |          | Saint-Germain-Lembron |

### Climat
Pour des articles plus généraux, voir Climat d'Auvergne-Rhône-Alpes et Climat du Puy-de-Dôme.
En 2010, le climat de la commune est de type climat océanique altéré, selon une étude du Centre national de la recherche scientifique s'appuyant sur une série de données couvrant la période 1971-2000. En 2020, Météo-France publie une typologie des climats de la France métropolitaine dans laquelle la commune est exposée à un climat de montagne ou de marges de montagne et est dans la région climatique  Nord-est du Massif Central, caractérisée par une pluviométrie annuelle de 800 à 1 200 mm, bien répartie dans l’année. 
Pour la période 1971-2000, la température annuelle moyenne est de 10,6 °C, avec une amplitude thermique annuelle de 16 °C. Le cumul annuel moyen de précipitations est de 634 mm, avec 7,3 jours de précipitations en janvier et 6,7 jours en juillet. Pour la période 1991-2020, la température moyenne annuelle observée sur la station météorologique de Météo-France la plus proche, « Issoire », sur la commune d'Issoire à 8 km à vol d'oiseau, est de 12,0 °C et le cumul annuel moyen de précipitations est de 610,7 mm,. Pour l'avenir, les paramètres climatiques de la commune estimés pour 2050 selon différents scénarios d'émission de gaz à effet de serre sont consultables sur un site dédié publié par Météo-France en novembre 2022.

## Urbanisme

### Typologie
Au 1er janvier 2024, Gignat est catégorisée commune rurale à habitat dispersé, selon la nouvelle grille communale de densité à sept niveaux définie par l'Insee en 2022.
Elle est située hors unité urbaine. Par ailleurs la commune fait partie de l'aire d'attraction d'Issoire, dont elle est une commune de la couronne,. Cette aire, qui regroupe 53 communes, est catégorisée dans les aires de moins de 50 000 habitants,.

### Occupation des sols
L'occupation des sols de la commune, telle qu'elle ressort de la base de données européenne d’occupation biophysique des sols Corine Land Cover (CLC), est marquée par l'importance des territoires agricoles (71,4 % en 2018), une proportion sensiblement équivalente à celle de 1990 (70,7 %). La répartition détaillée en 2018 est la suivante : 
terres arables (50 %), zones agricoles hétérogènes (21,4 %), milieux à végétation arbustive et/ou herbacée (19,4 %), forêts (9,2 %). L'évolution de l’occupation des sols de la commune et de ses infrastructures peut être observée sur les différentes représentations cartographiques du territoire : la carte de Cassini (XVIIIe siècle), la carte d'état-major (1820-1866) et les cartes ou photos aériennes de l'IGN pour la période actuelle (1950 à aujourd'hui).

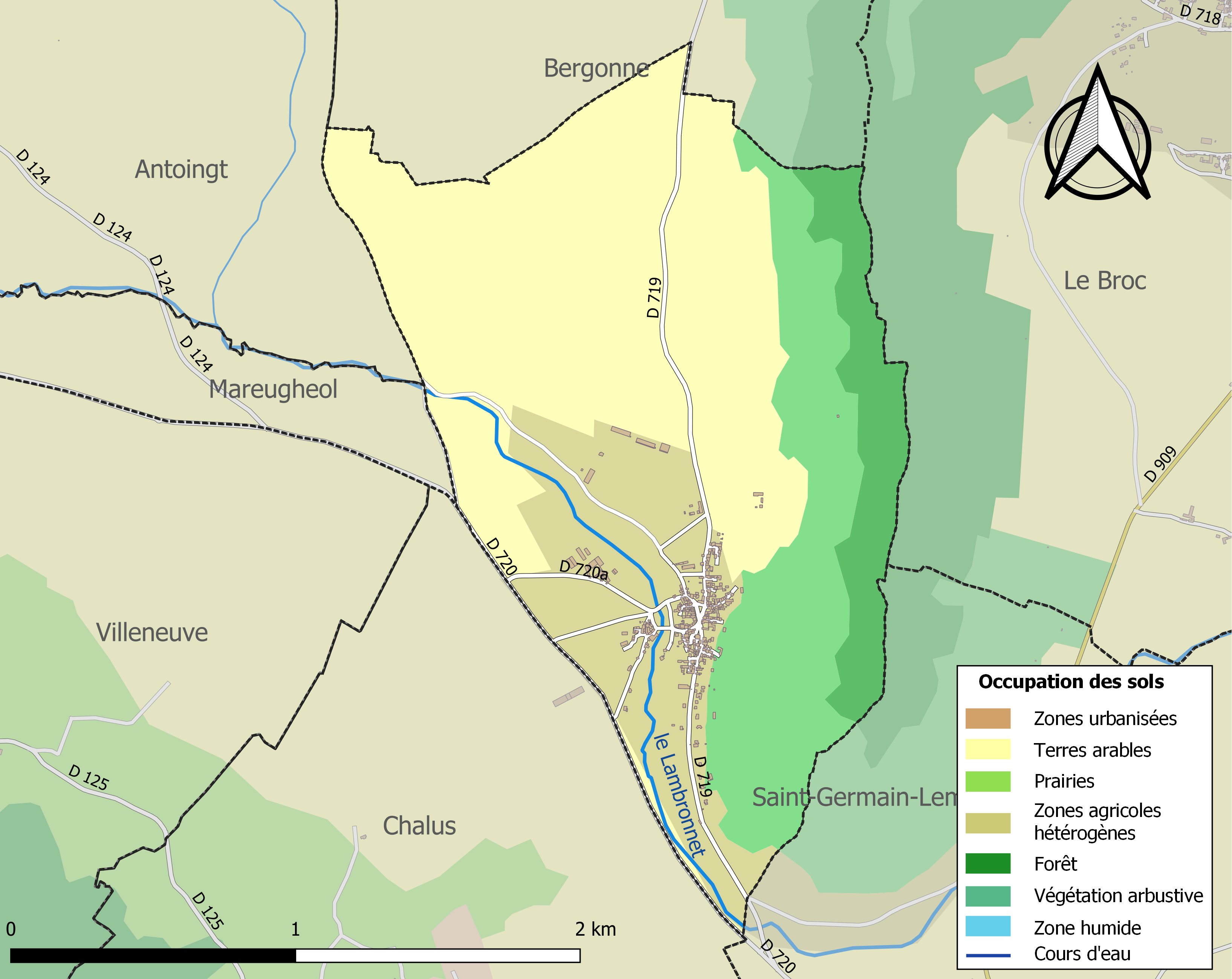
Carte des infrastructures et de l'occupation des sols de la commune en 2018 (CLC).

## Toponymie
Le toponyme Gigniacum serait formé en 910 à partir du patronyme Gennius et du suffixe -acum. Il serait d'origine celtique ou gallo-romaine.
Liste des mentions :
- GIGNIACUM en 910,
- GIGNIAC en 932,
- GIGNAC en 990,
- GINNACUM en 1095,
- GINHAC en 1510.

## Histoire

### Préhistoire
Quelques découvertes montrent que le secteur a connu une occupation humaine pendant la préhistoire.

### Antiquité Gallo-romaine
On a découvert au XIXe siècle des substructions, des vases et des briques à rebords d'époque gallo-romaine. Deux inhumations à Peyrelatte ont été classées comme gallo-romaines.
Le village était certainement implanté en bordure d'une voie antique, reliant Clermont-Ferrand à Saint-Paulien (Le Puy-en-Velay).

### Haut Moyen Âge
Une villa carolingienne dite « Gigniaco » est vraisemblablement à l'origine du village actuel.
L'église, mentionnée depuis le début du Xe siècle, était dédiée en 910 à saint Julien (dotation du duc d'Aquitaine, Guillaume le Pieux, qui l'avait acquise quelques années auparavant).
En 927 son successeur, Acfred, exclut l'Église dans sa donation de tout ce qu'il possédait dans la région du Lembron au vicomte Robert. Elle figure alors parmi les dépendances de la cour de Sauxillanges. À la fin du Moyen Âge elle n'est plus dédiée à saint Julien mais à saint Pierre patron du monastère de Sauxillanges.
Comme toutes les villes gallo-romaines et carolingienne, Gignat était dans la vallée. Après les invasions normandes du Xe siècle, les magnats d'Auvergne commencèrent à résider en hauteur à la pointe des rochers et fondèrent notamment Chalus qui était donc le refuge de Gignat. Gignat était le chef-lieu du territoire. Les années passèrent, différents mariages et accords eurent lieu, Chalus pris de l'importance mais les seigneurs de Gignat et de Chalus restèrent très mêlés.
Gignat subit les violences de Armand de Nonette et de Maurice I,  fils d'Hugues IV d'Usson, qui envahit Gignat, y tua un moine et incendia une partie des maisons.
Armand de Nonette devint seigneur de Gignat en 1030 puis succédèrent Bertrand Comtor de Gignat 1030-1060, Robert Comtal 1060-1090, Pierre Comtal 1090-1114 et Hugues Comtal en 1118.
Le comtoirat de Gignat aurait aussi subit, dans le dernier tiers du XIe siècle une révolution et des amoindrissements au profit des seigneurs de Chalus.
À partir du XIIe siècle, la suzeraineté de Gignat resta aux Chalus (branche des Gignats) qui fondèrent d'autres Chalus et jouirent toujours du prestige d'une antique et illustre origine.
Le village et son territoire sont régis par un système de co-seigneurie associant un seigneur ecclésiastique (celui de l'abbaye de Sauxillanges) et un seigneur laïc. Cette organisation ne prend fin qu'à la Révolution.

### Époque moderne
Au début du XIXe siècle les édifices publics, l'église, son cimetière et le four communal sont regroupés au centre du village qui se développe selon un axe nord-sud. Le village reste essentiellement agricole. À l'ouest les zones inondables sont utilisées en jardins et prairies. La rive droite du Lembronnet est occupée par un moulin et ses dépendances. En 1921 la place publique est créée sur l'ancien emplacement du cimetière. Le monument aux morts y sera érigé ensuite.

## Politique et administration
| Période                                  | Période                    | Identité           | Étiquette  | Qualité         |
| ---------------------------------------- | -------------------------- | ------------------ | ---------- | --------------- |
| Les données manquantes sont à compléter. |                            |                    |            |                 |
| juin 1995                                | mars 2008                  | Jacques Pons       | Non aligné |                 |
| mars 2008                                | En cours (au 16 août 2020) | Jean-Louis Besson, | Non aligné | Agriculteur bio |

## Population et société

### Démographie
L'évolution du nombre d'habitants est connue à travers les recensements de la population effectués dans la commune depuis 1793. Pour les communes de moins de 10 000 habitants, une enquête de recensement portant sur toute la population est réalisée tous les cinq ans, les populations de référence des années intermédiaires étant quant à elles estimées par interpolation ou extrapolation. Pour la commune, le premier recensement exhaustif entrant dans le cadre du nouveau dispositif a été réalisé en 2007.

En 2022, la commune comptait 254 habitants, en évolution de +5,39 % par rapport à 2016 (Puy-de-Dôme : +2,1 %, France hors Mayotte : +2,11 %).
| 1793 | 1800 | 1806 | 1821 | 1831 | 1836 | 1841 | 1846 | 1851 |
| ---- | ---- | ---- | ---- | ---- | ---- | ---- | ---- | ---- |
| 462  | 403  | 477  | 551  | 506  | 497  | 508  | 524  | 503  |

| 1856 | 1861 | 1866 | 1872 | 1876 | 1881 | 1886 | 1891 | 1896 |
| ---- | ---- | ---- | ---- | ---- | ---- | ---- | ---- | ---- |
| 538  | 487  | 475  | 464  | 429  | 438  | 428  | 440  | 444  |

| 1901 | 1906 | 1911 | 1921 | 1926 | 1931 | 1936 | 1946 | 1954 |
| ---- | ---- | ---- | ---- | ---- | ---- | ---- | ---- | ---- |
| 390  | 341  | 340  | 300  | 273  | 265  | 235  | 214  | 247  |

| 1962 | 1968 | 1975 | 1982 | 1990 | 1999 | 2006 | 2007 | 2012 |
| ---- | ---- | ---- | ---- | ---- | ---- | ---- | ---- | ---- |
| 251  | 238  | 244  | 253  | 213  | 227  | 234  | 235  | 242  |

| 2017 | 2022 | - | - | - | - | - | - | - |
| ---- | ---- | - | - | - | - | - | - | - |
| 239  | 254  | - | - | - | - | - | - | - |

La commune conserve une vocation agricole bien marquée mais sa situation privilégiée dans la zone d'attractivité d'Issoire et de Saint-Germain-Lembron attire aussi une population diverse.
Elle a connu un pic de population en 1821, avec 551 habitants.

## Culture locale et patrimoine

### Lieux et monuments

#### Architecture
Le village de Gignat, ancien village viticole conserve un patrimoine architectural de qualité, notamment des maisons vigneronnes avec pigeonniers, bâties sur un plan carré avec toitures à quatre pentes et cours fermées plus ou moins imposantes.
Des maisons anciennes se repèrent encore par des éléments architecturaux de la fin du Moyen Âge et des débuts de l'époque moderne (XIVe – XVIe siècles) : en contrebas de l'église une maison à chapeau de gendarme et encadrements moulurés, différentes formes de pigeonniers (édifices spécifiques isolés ou intégrés dans les dépendances, une tonne pigeonnier est isolée sur le coteau). Dans le nord-ouest du bourg, une haute bâtisse restaurée, de type maison forte, avec en avancée une tour d'escalier de plan carré a une petite canonnière visible.
L'église présente un petit édifice roman à nef unique très remanié, portail brisé, baies latérales du chevet trilobées, tronquées sur leur partie basse.

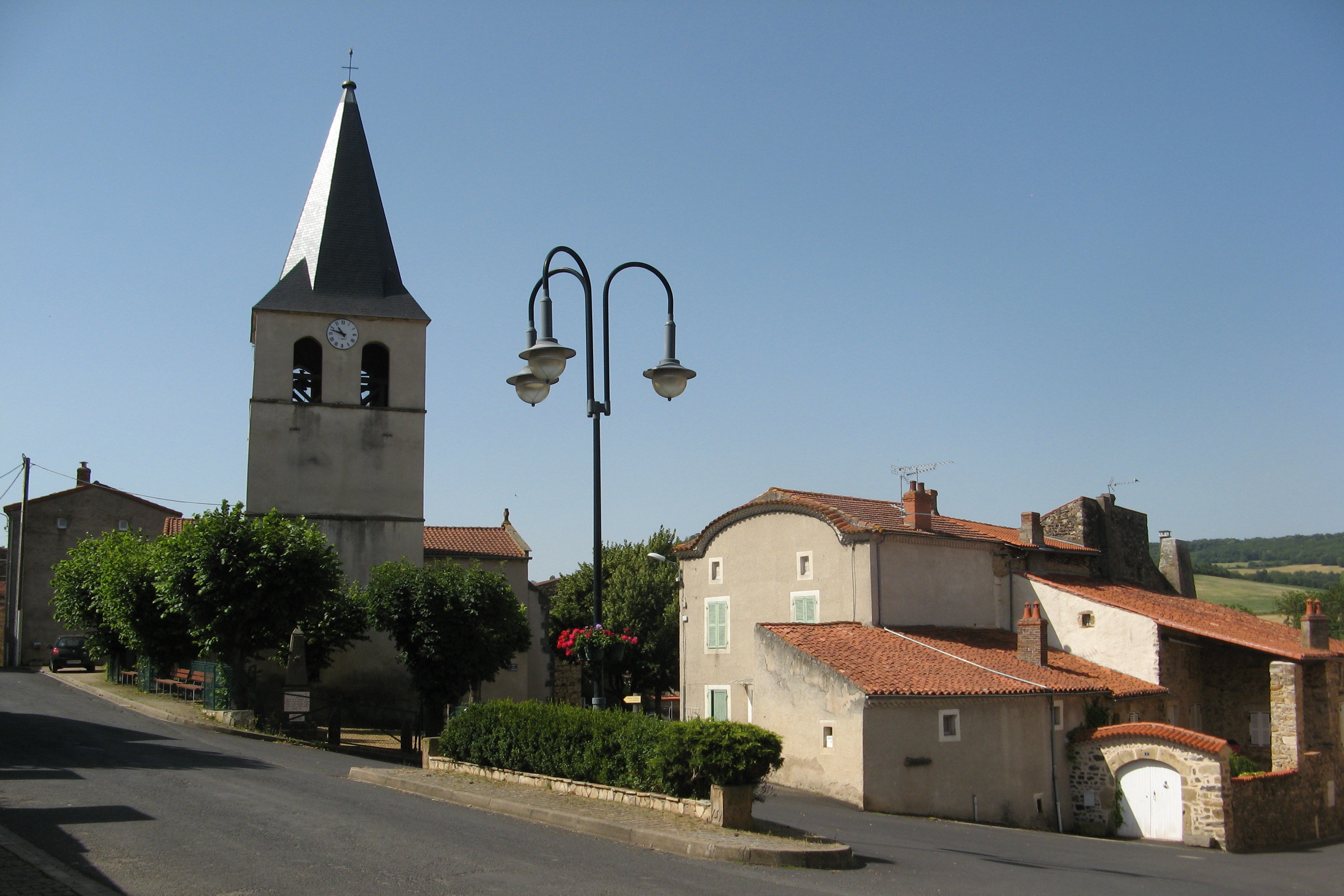
Clocher et maison à chapeau de gendarme.
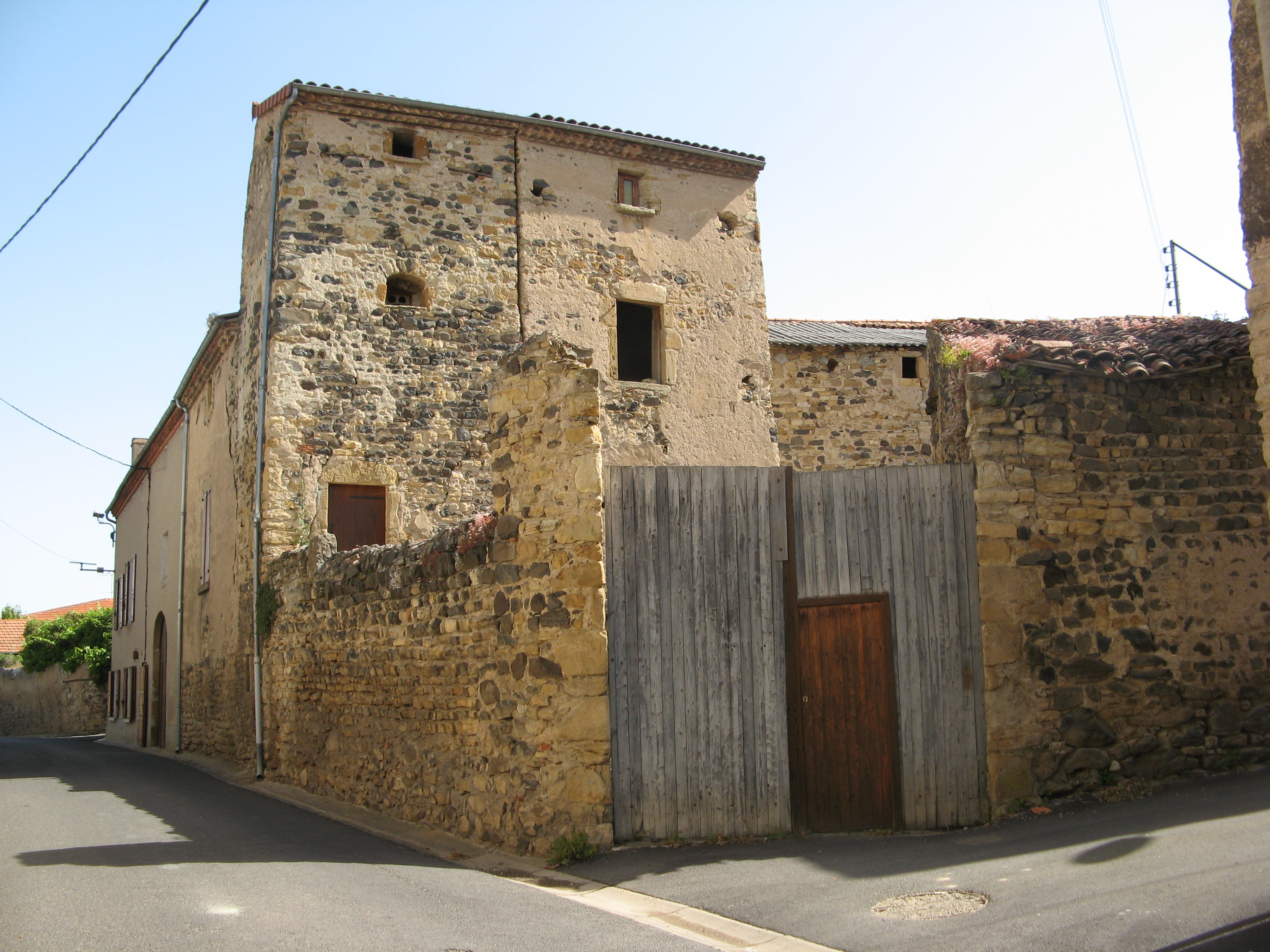
Pigeonnier.
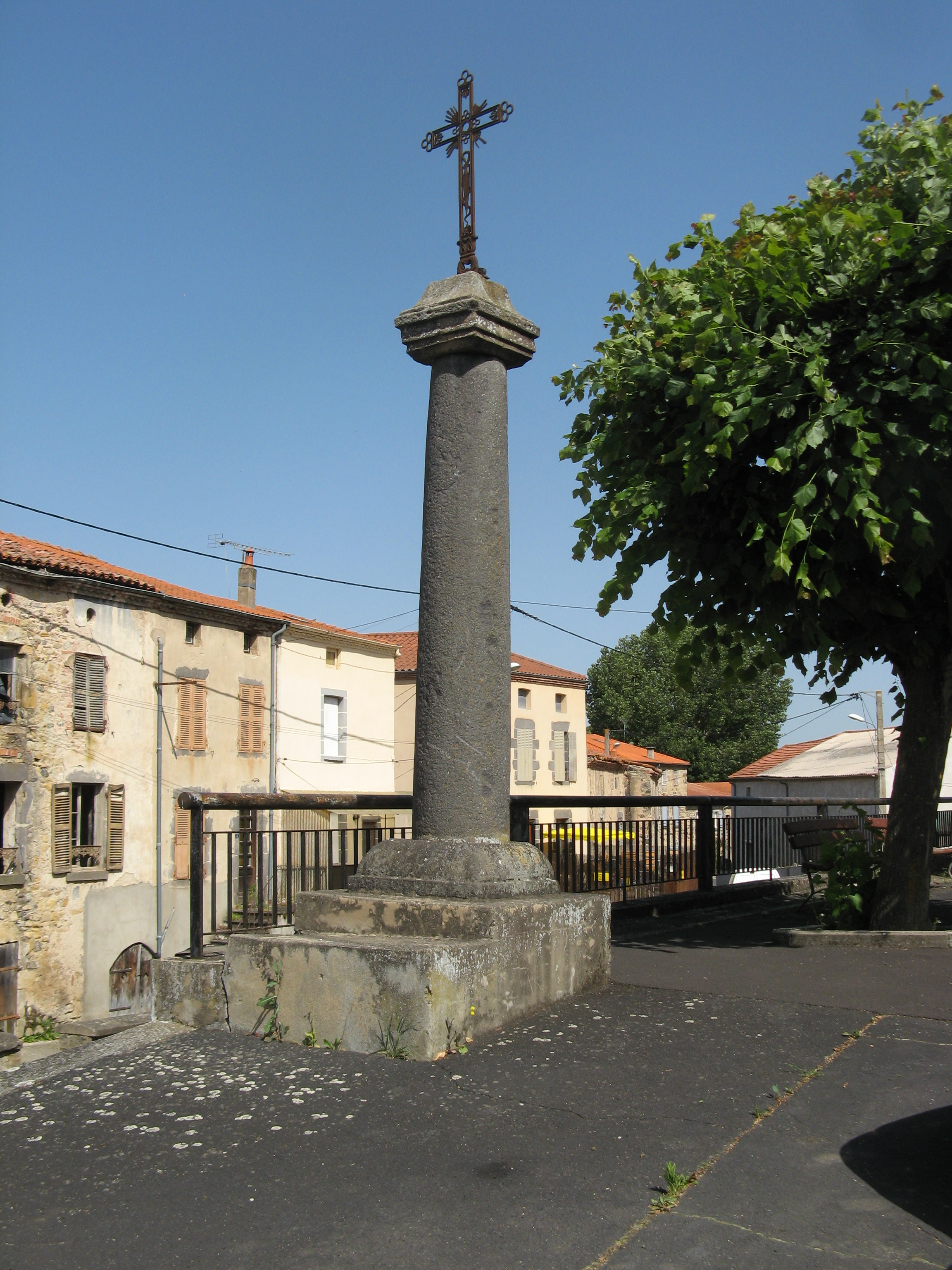
Colonne surmontée d'une croix.

#### Agriculture
Les cultures céréalières dominent dans la plaine tandis que des traces de la culture viticole persistent sur les coteaux.

#### Flore
La pointe de la Chaux, le sud-est de la commune est une zone d'intérêt écologique. On y a identifié 182 plantes différentes, notamment de nombreuses espèces d'orchidées, dont quatre espèces protégées en Auvergne.

#### Minéraux
On peut trouver des gonnardites sur le plateau.

### Héraldique

Blason de la commune.